# Pitääkö mun kaikki hoitaa?
Pitääkö mun kaikki hoitaa? (zu deutsch etwa: „Muss ich mich um alles kümmern?“) ist ein finnischer Kurzfilm von Selma Vilhunen. Er war bei der Oscarverleihung 2014 als Bester Kurzfilm nominiert, verlor jedoch gegen den dänischen Kurzfilm Helium. Es handelt sich dabei um den zweiten finnischen Film, der jemals für einen Oscar nominiert war. Der erste war Der Mann ohne Vergangenheit (2002), der 2003 in der Kategorie Bester fremdsprachiger Film nominiert war.
Pitääkö mun kaikki hoitaa? ist eine Filmkomödie, die während eines stressigen Familienmorgens spielt, an dem sich die Mutter um alles alleine kümmern muss. Eine deutsche Version existiert nicht. In den Vereinigten Staaten wurde er 2012 auf dem Chicago Comedy Film Festival aufgeführt.

## Handlung
Das Paar Sini und Jokke verschlafen am Tag einer wichtigen Hochzeit. Sini weckt ihre beiden Töchter und jeder versucht sich zu beeilen. Doch vieles geht schief: die Kleider der Mädchen liegen noch nass in Waschmaschine und Sini kann das Hochzeitsgeschenk nicht finden. Auf der Suche beschmutzt sie das Hemd ihres Mannes mit Kaffee. Dieser schlägt vor, doch einfach eine Topfpflanze zu nehmen. Die Kinder haben statt ihres feinen Dresses nur ihre Halloween-Kostüme gefunden. Als die Familie zum Bus rast, geht die Topfpflanze kaputt. Sie erreichen schließlich nicht die richtige Kirche und landen versehentlich auf einer Beerdigung. Dort werden sie vom Priester ermahnt und sollen ihren Respekt erweisen. Sie hinterlegen die Topfpflanze und die Glückwunschkarte. Als sie das hinter sich gebracht haben, entschließen sie sich, nicht zur Hochzeit zu gehen und machen stattdessen ein Picknick auf dem Friedhof.